# Anii 400
Secole: Secolul al IV-lea - Secolul al V-lea - Secolul al VI-lea
Decenii: Anii 350 Anii 360 Anii 370 Anii 380 Anii 390 - Anii 400 - Anii 410 Anii 420 Anii 430 Anii 440 Anii 450
Ani: 400 | 401 | 402 | 403 | 404 | 405 | 406 | 407 | 408 | 409